# 麻花头
麻花头（学名：[Serratula centauroides] 错误：{{Lang}}：文本有斜体标记（帮助））为菊科麻花头属的植物。分布于俄罗斯、蒙古以及中国大陆的内蒙古、吉林、山西、黑龙江、辽宁、陕西、河北等地，生长于海拔1,100米至1,590米的地区，多生在草甸、山坡林缘、草原、路旁或田间，目前尚未由人工引种栽培。

## 异名
- Serratula yamatsutana Kitag.